# پوست (ترانه سابرینا کارپنتر)
«پوست» (انگلیسی: Skin) ترانه‌ای از خواننده آمریکایی سابرینا کارپنتر است که در ۲۲ ژانویه ۲۰۲۱ از طریق آیلند رکوردز منتشر شد. این نخستین انتشار او از طریق آیلند رکوردز است و پیش‌تر از سال ۲۰۱۴ با هالیوود رکوردز قرارداد داشت. متن ترانه توسط کارپنتر، تیا اسکولا و تهیه‌کنندهٔ ترانه، رایان مک‌ماهون نوشته شده است. «پوست» یک بالاد سینث پاپ است.